# ゲイリー・ノース
ゲイリー・キルゴア・ノース（Gary Kilgore North、1942年 - 2022年2月24日）は、アメリカのオーストリア学派経済学者、神学者、歴史学者。
カリフォルニア州に生まれる。ウェストミンスター神学校で学び、カリフォルニア州立大学博士号（歴史学）。ニューイングランドのピューリタンの経済史が専門である。
キリスト教再建主義の父ラッシュドゥーニーは義理の父であり、彼自身も再建主義者である。ゲイリー・ノースの著書の中ではじめて日本語に訳された『中絶救助隊』では、国の法律に反してでも、中絶による殺人から胎児の生命を助ける活動への、聖書的な根拠をあたえている。教会史の中からは、紀元150年代のローマで棄てられた乳児を法律に逆らって助け、クリスチャンを迫害する298年のディオクレティアヌス帝の法律に逆らって聖書を守り、20世紀にはクリスチャンがナチス・ドイツの法律に逆らってユダヤ人の生命を助けた例をあげている。

## 著書
- 『中絶救助隊』 床田亮一訳 宇田進まえがき、辻岡健象解題 暁書房